# 有加一乃末陪
有加 一乃末陪（ありか いちのまえ、生没年不詳）は、平安時代、東北地方の女性。安倍頼時の長女。母は清原武則の妹か。藤原経清の妻で藤原清衡の母。

## 生涯
『吾妻鏡』には、安倍頼時の娘として、有加一乃末陪・中加一乃末陪・一加一乃末陪の三人が記されている。この三人の誰が藤原経清の妻であったかは正確にはわかっていないが、一般的には長女の有加一乃末陪が藤原経清の妻、次女の中加一乃末陪が平永衡の妻と推測されている。
有加一乃末陪は藤原経清と結婚し、1056年（天喜4年）に奥州藤原氏の祖である藤原清衡を産んだ。
1062年（康平5年）、前九年の役において夫の経清が処刑された。また、兄弟である安倍貞任も殺害された。有加一乃末陪は前九年の役で敵方であった清原武則の子・清原武貞に再嫁した。同族の安倍頼清の娘も清原武則の妻となった。
有加一乃末陪が幼い息子の清衡を連れて清原武貞へ再嫁したことにより、清衡は武貞の養子となり、清原氏のもとで成長することとなった。その後、武貞との間に清原家衡を産んでいる。没年については明らかになっておらず、応徳3年（1086年）に家衡が清衡の屋敷を襲撃し、妻子眷族を皆殺しにした際に死亡した可能性もあるが逃れたともされており、どちらも確証に欠け、不明である。

## 登場作品
- 炎立つ（1993年-1994年、NHK大河ドラマ）演 : 古手川祐子 ※役名は「結有（ゆう）」
- ねこねこ日本史（Eテレ、2018年12月5日放送、第88話の奥州藤原氏の回での声：花房里枝）